# إيوان فيليب
إيوان فيليب (بالرومانية: Ioan Filip) (20 مايو 1989 - ) هو لاعب كرة قدم روماني في مركز الوسط. لعب مع بيهور أوراديا ونادي أوتسيلول غالاتسي ونادي بترولول بلويشتي ونادي فيتورول كونستانتا.

## وصلات خارجية
- إيوان فيليب على موقع قاعدة بيانات كرة القدم.إي يو (الإنجليزية)
- إيوان فيليب على موقع Soccerway.com (الإنجليزية)
- إيوان فيليب على موقع عالم كرة القدم.نت (الإنجليزية)